# Tattooed Beat Messiah
Tattooed Beat Messiah è il primo album degli Zodiac Mindwarp and the Love Reaction, pubblicato nel 1988 per l'etichetta discografica Polygram.

## Tracce
Tutte le tracce scritte da Zodiac Mindwarp, eccetto la traccia 9.
1. Wolfchild Speech - 0:29
2. Prime Mover - 3:09
3. Spull Spark Joker - 2:26
4. Backseat Education - 3:03
5. Speech - 0:05
6. Bad Girl City - 2:58
7. Untamed Stare - 2:38
8. Tattooed Beat Messiah - 3:34
9. Born to Be Wild - 3:19 (Steppenwolf Cover)
10. Speech - 0:09
11. Let's Break the Law - 3:34
12. Spasm Gang - 2:44
13. Driving on Holy Gasoline - 4:13
14. Planet Girl - 2:36
15. Kid's Stuff - 4:52
16. Messianic (Reprise) - 1:03

## Formazione
- Zodiac Mindwarp - voce
- Cobalt Stargazer - chitarra
- Flash Bastard - chitarra
- Thrash D Garbage - basso
- Slam Thunderhide - batteria